# Aria di paese
Aria di paese è un film comico del 1933 diretto da Eugenio De Liguoro e interpretato da Erminio Macario. La pellicola porta sullo schermo, in piena era fascista, disoccupati, sconfitti e antieroi.

## Trama
Un povero orfano vagabondo che vive in un dormitorio pubblico, nel disperato tentativo di trovare un buon lavoro per ritagliarsi un posto in società, prova a fare svariati mestieri arrivando a spingersi fin nelle campagne romane. Gli insuccessi e le disavventure lo accompagnano sempre e quando a questi si unisce anche l'allontanamento di una giovane fanciulla, della quale si era invaghito, non gli rimane altro che tornare al dormitorio.

## Produzione

### Regia
La regia è affidata al napoletano Eugenio De Liguoro già noto a quei tempi nel mondo dello spettacolo come attore. De Liguoro è anche autore della sceneggiatura scritta a quattro mani con il comico torinese Macario.

### Cast
Nel cast spicca su tutti Erminio Macario qui alla sua prima pellicola da protagonista dopo aver debuttato nel cinema nel 1929 con una piccola parte nel film Sole di Alessandro Blasetti. A quei tempi il comico era già molto popolare per via dei vari spettacoli di varietà teatrali da lui interpretati. La pellicola segna il debutto cinematografico per Laura Adani all'epoca ventisettenne.

### Riprese
Le riprese del film sono avvenute a Roma negli studi situati alla Farnesina.

## Promozione
"Macario l'irresistibile comico ben noto al nostro pubblico, sarà il protagonista del primo film comico italiano: Aria di paese" è lo slogan usato per pubblicizzare il film sulle pagine dei quotidiani dell'epoca.

## Distribuzione
Il film venne distribuito nelle sale cinematografiche italiane il 16 aprile del 1934.

## Accoglienza
La pellicola non ebbe successo e Macario non si dedicò più al cinema fino al 1939.

### Critica
- Sul giornale La Stampa, in un articolo del 1934 dedicato alla presentazione del film, si legge: "Di fronte ad Aria di paese, chi debba informare il lettore delle novità dello schermo preferirebbe tacere. È un compito veramente ingrato, quello, di dover dir male d'un nostro film o, almeno, di non dirne bene. Vediamo perciò di essere più che pacati, più che sereni. È questo il primo film italiano che vuol essere nettamente, decisamente comico. È certo un atto di coraggio assai notevole. Il comico e il drammatico, questi due estremi di tutta una gamma, sono stati finora accuratamente evitati dalla nostra cinematografia, per lo più intesa ai mezzi toni comico-sentimentali. Riconosciamo ai regista e agli Interpreti di aver avuto l'intenzione di uscire dalle vie consuete, e d'aver tentato senz'altro una tra le imprese cinematograficamente più pericolose. Ma poi sono i risultati, quelli che contano. Non ho mai sentito il Macario alla ribalta, il noto attore di varietà. Ha indubbiamente delle doti, una maschera che è ben sua, una sensibilità che dev'essere pronta, un'intelligenza che dev'esser desta. Ma perché mettersi a ricalcare le orme di un Chaplin, anzi, mettersi a ricalcare la maniera più esteriore di un Chaplin? Tutto è Chaplin, in questo film."[6]
- In un articolo del 2002 apparso sul quotidiano L'Unità, in occasione del centenario della nascita del popolare attore torinese, il film viene così recensito: "Nel 1933, dopo un anno dalle grandi celebrazioni del decennale del regime fascista, e alla vigilia dell'impresa abissina, un film così, che proiettava sullo schermo disoccupati, sconfitti e antieroi, non poteva davvero avere successo. Non solo per l'ostilità del regime, ma anche perché quelli erano gli anni di un largo consenso a Mussolini e la propaganda fascista, le sfilate oceaniche, le canzoni tutte squilli di trombe imperiali, avevano convinto milioni di italiani di essere davvero destinati ad un grande e glorioso futuro. Quelle storie, quell'omino che come Charlot si avviava solo verso il buio anziché verso la luce «del duce/che conduce», contrastava troppo con l'immagine dell'Italia fascista. Era l'anno in cui Carnera conquistava il titolo mondiale dei pesi massimi, e Starace si faceva fotografare accanto a lui salendo sui cassetti della scrivania per non apparire troppo basso (ma il fotografo non riuscì ad evitare di inquadrare quei cassetti). L'italiano, insomma, doveva apparire grande, forte, virile, eroico e vincitore e invece Macario portava sullo schermo l'esatto contrario."[1]